# Walking into Clarksdale
Walking into Clarksdale studijski je album britanskih glazbenika Roberta Planta i Jimmyja Pagea, kojeg 1998. godine objavljuje diskografska kuća Atlantic Records.
Materijal na albumu miksao je i snimao Steve Albini. Singl "Most High" osvojio je Grammy nagradu u kategoriji za najbolju hard rock izvedbu u 1999. godini. Album je zauzeo #8 na Billboardovoj top 200 ljestvici albuma i #3 na britanski ljestvicama albuma.
Robert Plant zajedno s Alison Krauss 2007. godine nanovo snima skladbu "Please Read The Letter", koja se nalazi na njezinom albumu Raising Sand.

## Popis pjesama
Sve pjesme napisali su Page/Plant/Jones/Lee
1. "Shining in the Light" – 4:01
2. "When the World Was Young" – 6:13
3. "Upon a Golden Horse" -  3:52
4. "Blue Train" – 6:45
5. "Please Read the Letter" – 4:21
6. "Most High" – 5:36
7. "Heart in Your Hand" – 3:50
8. "Walking into Clarksdale" – 5:18
9. "Burning Up" – 5:21
10. "When I Was a Child" – 5:45
11. "House of Love" – 5:35
12. "Sons of Freedom" – 4:08

"Most High" i "Shining in the Light" objavljene su kao singlovi, za koje je urađen i video spot.

## Izvođači
- Jimmy Page – Gitara, akustična gitara, mandolina, koprodukcija
- Robert Plant – Vokal, koprodukcija
- Charlie Jones – Bas gitara, udaraljke
- Michael Lee – Bubnjevi, udaraljke

### Ostali
- Tim Whelan – Klavijature
- Ed Shearmur – Programiranje
- Lynton Naiff – Aranžer za žičane instrumente u skladbi "Upon a Golden Horse"
- Steve Albini – Tehničar, snimatelj
- Paul Hicks – Asistent tehničara
- Anton Corbijn – Fotografija
- Cally – Dizajn

## Vanjske poveznice
- Službene stranice Roberta Planta
- Rockfield studio
- Allmusic.com  Arhivirana inačica izvorne stranice od 22. ožujka 2021. (Wayback Machine) - Recenzija albuma